# 尾崎卓爾

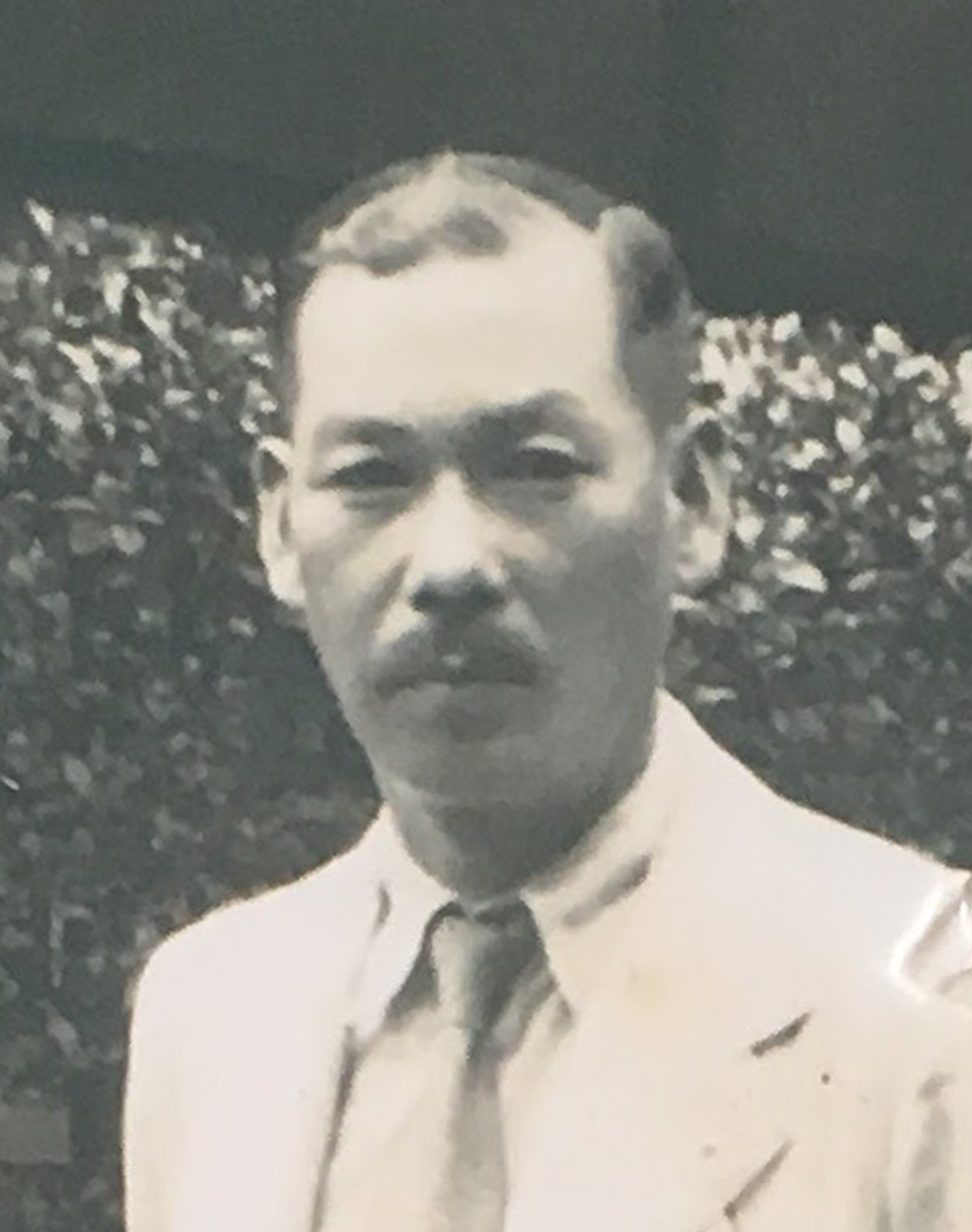
尾崎卓爾/尾崎吸江(1893-1958)

尾崎 卓爾（おざき たくじ、1893年（明治26年）11月20日 – 1958年（昭和33年）10月13日）は、高知県出身の歴史家・記者。号は吸江（ぎゅうこう）。中岡慎太郎の伝記を日本で初めて著した人物。陽明社の創始者・尾崎旦は兄。

## 来歴

### 生い立ち
1893年（明治26年）11月20日、尾崎旦爾（手島熊吉）の四男として高知県安芸郡北川村野川番地に生まれる。母は尾崎旦信（折蔵）の長女・亀。
旧制高知商業学校を経て明治大学へ進む。卒業後、土陽新聞の速記部長、のち徳島日日新聞の東京支局長などを務める。
文壇「博浪沙」に参加、大町桂月、田中貢太郎らと交わる。土佐人の典型のような、豪放磊落で気骨のある性格で、あるとき貢太郎を伴って北川村の実家に帰ったが、議論伯仲し、両人とも酒豪であったため、二人で一斗樽を飲み空かしたと言われる。

### 執筆
1917年（大正6年）、沢翠峰と共同で、中央で活躍する土佐出身の人物伝を著した『良い国良い人（東京に於ける土佐人）』を出版。収録した人物は、生田定之、石川寅治、池添馬吉、橋本正彰、橋本要、西和田久学、堀内壽太郎、別府丑太郎、別役増吉、小野十三郎、大石保、岡林猛、和田潤、川田正徴、川淵洽馬、川添萬壽得、吉田良三、谷泉、武田宣英、田村瑞穂、淡中孝八郎、武市虎衛、中島平太郎、永橋至剛、中田治三郎、中城虎意、鍋島態道、野口榮世、窪田駒吉、久万俊泰、山本久顕、山本忠興、山脇武夫、山崎直方、矢野芳弘、安岡秀夫、松本三郎、深尾隆太郎、後藤六弥、寺田寅彦、宮地久壽馬、弘田國太郎、廣瀬東畝、本山白雲、森岡正吉、森田正馬、森澤金之助など多岐にわたる。
尾崎卓爾の著作としては、幕末の志士・中岡慎太郎の伝記を日本で初めて著した『中岡慎太郎先生』（初版本の題名は『中岡慎太郎』）や、坂本志魯雄に関する著書『弔民坂本志魯雄』が代表作と言われる。中岡慎太郎の伝記を、1927年（昭和2年）に増補改訂した際には中岡慎太郎自身が書いた『海西雑記』、『行行筆記（一、二）』の日記三冊が収録され資料価値が高い。中岡慎太郎の伝記を執筆に至った動機について、父・尾崎旦爾の語る慎太郎の話を聞きながら育ったことや、優れた才略と胆力・人格を有し、維新回天の大業を築いた維新の元勲にして稀世の英傑」であるのに、郷里の北川村には慎太郎を讃える石碑の一つすらないことを嘆く父の言葉に一念発起したということが著書の序文に記されている。尾崎が、中岡慎太郎について執筆していることを知った田中光顕（元陸援隊）は感激して、資料提供および様々な助言を行い協力している。
1927年（昭和2年）、念願かなって北川村柏木に中岡慎太郎顕彰碑が建立され、尾崎卓爾も除幕式に列席した。
その他『浪曲経世乃木将軍と風雲児坂本志魯雄』に序文を寄せ、南海洋八郎の著した『香宗我部夫人（乾之巻/坤之巻）』の発行人でもある。
1958年（昭和33年）10月13日死去。享年66歳。墓は高知県安芸郡北川村野川にある。

## 家族
- 祖父：尾崎旦信（折蔵）
  - 父：尾崎旦爾[1]
  - 母：尾崎旦信長女
    - 長兄：尾崎金馬
    - 次兄：尾崎旦
    - 次兄嫁：公文為之助長女
      - 甥：尾崎正[2]

    - 本人：尾崎卓爾
    - 妻：中越十次郎長女
      - 長男：尾崎博俊
      - 次男：尾崎博雅

## 著書
- 沢翠峰、尾崎吸江共著『良い国良い人（東京に於ける土佐人）』青山書院、1917年（大正6年）
- 尾崎卓爾著『中岡慎太郎』、1926年（大正15年）11月26日発行
- 尾崎卓爾著『中岡慎太郎先生』陽明社、1927年（昭和2年）12月30日発行
- 尾崎卓爾著『中岡慎太郎先生』マツノ書店、復刻版、2010年（平成22年）1月20日
- 尾崎卓爾著『盗泉の水を飲むもの』
- 尾崎卓爾著『弔民坂本志魯雄』弔民会、1932年（昭和7年）
- 尾崎吸江著『仁尾惟茂先生伝』仁尾翁頌徳事業実行委員会、1933年（昭和8年）